# غار چهل‌خانه
 غار چهل خانه  واقع در بخش سعداباد در کنار دهستان زیراه شهرستان دشتستان یکی از آثار تاریخی و از نقاط دیدنی استان بوشهر در جنوب ایران است.   
در 3 کيلومتري شمال شرق سعدآباد و در ساحل رودخانه شاپور مجموعه اي از غارهاي سنگي در ديواره مشرف به رودخانه شاپور به چشم مي خورد که بوسيله انسان بصورت اتاقها و راهروهاي منظم ساخته شده که در ميان اهالي و عموم مردم بومي منطقه به چهل خانه معروف مي باشد . در حال حاضر 23 تا از غارهای آن سالم برجاي مانده است . بخش پیشین و کانال ها و راهروهای ارتباطی این مجموعه غارها که به شکل چهارگوش بوده اند در اثر گذشت زمان، فرسایش و عوامل طبيعي مانند سیل و یا زلزله ازبین رفته اند. 
در خصوص علت احداث این غارها نظرهای مختلفی از سوی باستان شناسان و مورخان بر اساس کاوش و پژوهش و مطالعات تطبیقی و قیاس با محل های مشابه این دخمه ها نظیر بندر سيراف ، سرمشهد کازرون ، کلات حیدری خورموج و دره بامیان افغانستان وجود دارد. از میان آنها این نظریه از احسان یغمایی کاشف بردک سیاه و پژوهشگر توج از اعتبار بیشتری برخوردار است. ایشان این غارها را همچون محل مشابه در بندر سیراف و سرمشهد کازرون محلي براي دفن اجساد مردگان (استودان ،استخوان دان) شهر اداری، سیاسی تموکن در دوره هخامنشیان و همچنین شهر توز در دوره ساسانیان می داند.چرا که مردمان زرتشت به سبب مقدس شمردن عناصر چهارگانه، آب، خاک،آتش و باد اجساد خود را در خاک دفن نمي کردند تا قداست خاک محفوظ بماند.
نظريه هاي ديگر براي ایجاد و کاربرد چهل خانه که اکثرا بر سر زبان ها می باشد و برخی از باستان شناسان مانند وارویک بال به آن معتقد هستند این که غارهای چهل خانه مانند غارهای دره بامیان افغانستان هست که پرستش گاه بوداییان بوده است . اما در هیچ منبع تاریخی نشانی از وجود اقوامی در این مناطق که ادیان بودایی داشته وجود ندارد و لذا این احتمال و احتمالات دیگر را با ضعف و عدم اعتبار روبرو می کند.
البته این امکان وجود دارد که به مرور زمان این محل کاربردهای دیگری مانند محبس، قلعه فراموشي، مخفیگاه ، پناهگاه ، محل نگهداري بيماران لاعلاج و... توسط بومیان منطقه پیدا کرده باشد اما در حقیقت علت ایجاد و احداث اولیه این سازه نمی باشند.